# 新弗農 (紐約州)
新弗農（英語：Ner Vernon）是位於美國紐約州奧蘭治縣的非建制地區。

## 歷史
新弗農的郵局於1822年設立，其後於1853年停運。

## 地理
新弗農所處的海拔為高於海平面200米（即656英呎），而該地所採用的時區為UTC-5，即北美东部时区（EST）。同時該地設有夏令時間，為UTC-5調快一小時，即UTC-4（EDT）。